# Puchar Niemiec w piłce nożnej (2018/2019)
Puchar Niemiec w piłce nożnej mężczyzn 2018/2019 – 76. edycja rozgrywek mających na celu wyłonienie zdobywcy Pucharu Niemiec, który uzyska tym samym prawo gry w fazie grupowej Ligi Europy UEFA sezonu 2019/2020. Finał został rozegrany na Stadionie Olimpijskim w Berlinie. W finale Bayern Monachium pokonał RB Lipsk 3:0, zdobywając to trofeum po raz 19. w historii klubu.

## Uczestnicy
| uczestnicy Bundesligi w sezonie 2017/2018 wszystkie zespoły | uczestnicy 2. Bundesligi w sezonie 2017/2018 wszystkie zespoły | 4 najlepsze zespoły 3. Bundesligi w sezonie 2017/2018 oraz zdobywcy regionalnych pucharów 28 zespołów |
| --- | --- | --- |
| - Bayern Monachium - FC Schalke 04 - TSG 1899 Hoffenehim - Borussia Dortmund - Bayer 04 Leverkusen - RB Lipsk - VfB Stuttgart - Eintracht Frankfurt - Borussia Mönchengladbach - Hertha BSC - Werder Brema - FC Augsburg - Hannover 96 - 1. FSV Mainz 05 - SC Freiburg - VfL Wolfsburg - HSV - 1. FC Köln | - Fortuna Düsseldorf - 1. FC Nürnberg - Holstein Kiel - Arminia Bielefeld - SSV Jahn Regensburg - VfL Bochum - MSV Duisburg - 1. FC Union Berlin - FC Ingolstadt 04 - SV Darmstadt 98 - SV Sandhausen - FC St. Pauli - 1. FC Heidenheim - Dynamo Drezno - SpVgg Greuther Fürth - FC Erzgebirge Aue - Eintracht Brunszwik - 1. FC Kaiserslautern | - 1. FC Magdeburg - SC Paderborn 07 - Karlsruher SC - SV Wehen Wiesbaden - 1. FC Schweinfurt 05 - SV Linx - SV Rödinghausen - SV 07 Elversberg - TuS Dassendorf - VfR Wormatia Worms - SV Drochtersen/Assel - 1. CfR Pforzheim - SSV Ulm 1846 Fußball - TuS Erndtebrück - Rot-Weiß Oberhausen - Hansa Rostock - 1. FC Lok Stendal - TSV Steinbach Haiger - TuS Rot-Weiß Koblenz - SC Weiche Flensburg 08 - BSG Chemie Lipsk - BFC Dynamo - SSV Jeddeloh - FC Viktoria Köln - TSV 1860 Monachium - FC Carl Zeiss Jena - BSC Hastedt - Energie Cottbus |

## Plan rozgrywek
- 1. runda – 17-20 sierpnia 2018
- 2. runda – 30-31 października 2018
- 3. runda – 5-6 lutego 2019
- ćwierćfinały – 2-3 kwietnia 2019
- półfinały – 23-24 kwietnia 2019
- finał – 25 maja 2019

## Rozgrywki

### 1. runda
Mecze 1. rundy odbyły się w dniach 17-20 sierpnia 2018 roku.
| 17 sierpnia 2018 | SV Wehen Wiesbaden                            | 3:2 (pd.) | FC St. Pauli                |                                                                |
| 20:45            | 35' Reddemann · 103' Schäffler · 105' Schmidt | (1:0)     | 51' Neudecker · 109' Avevor | Brita-Arena, Wiesbaden Widzów: 10007 Sędzia: Christian Dingert |

| 17 sierpnia 2018 | 1. FC Magdeburg | 0:1   | SV Darmstadt |                                                             |
| 20:45            |                 | (0:1) | 3' Kempe     | MDCC-Arena, Magdeburg Widzów: 20165 Sędzia: Robert Schröder |

| 17 sierpnia 2018 | 1. FC Schweinfurt 05 | 0:2   | Schalke 04                  |                                                                     |
| 20:45            |                      | (0:1) | 24' Bentaleb · 75' Nastasić | Willy-Sachs-Stadion, Schweinfurt Widzów: 15060 Sędzia: Arne Aarnink |

| 18 sierpnia 2018 | SV Linx   | 1:2   | 1. FC Nürnberg |                                                         |
| 15:30            | 21' Rubio | (1:1) | 15', 88' Ishak | Rheinstadion, Kehl Widzów: 6500 Sędzia: Sven Waschitzki |

| 18 sierpnia 2018 | SV Rödinghausen                        | 3:2 (pd.) | Dynamo Drezno             |                                                        |
| 15:30            | 20' Meyer · 45' Engelmann · 120' Hippe | (2:2)     | 11' Duljević · 25' Aosman | Frimo Stadion, Lotte Widzów: 3862 Sędzia: Florian Heft |

| 18 sierpnia 2018 | SV 07 Elversberg | 0:1   | VfL Wolfsburg |                                                                                     |
| 15:30            |                  | (0:0) | 76' Ginczek   | Ursapharm-Arena an der Kaiserlinde, Elversberg Widzów: 5321 Sędzia: Lasse Koslowski |

| 18 sierpnia 2018 | TuS Dassendorf | 0:1   | MSV Duisburg   |                                                              |
| 15:30            |                | (0:1) | 24' Taschtschi | Sander Tannen, Hamburg Widzów: 3500 Sędzia: Alexander Sather |

| 18 sierpnia 2018 | VfR Wormatia Worms | 1:6   | Werder Brema                                                                           |                                                        |
| 15:30            | 44' Mimbala        | (1:5) | 9' Osako · 21' Kainz · 32' Bargfrede · 40' Kruse · 45' M. Eggestein · 79' J. Eggestein | EWR-Arena, Worms Widzów: 8000 Sędzia: Benedikt Kempkes |

| 18 sierpnia 2018 | SV Drochtersen/Assel | 0:1   | Bayern Monachium |                                                                    |
| 15:30            |                      | (0:0) | 82' Lewandowski  | Kehdinger Stadion, Drochtersen Widzów: 7800 Sędzia: Thorben Siewer |

| 18 sierpnia 2018 | 1. FC Kaiserslautern | 1:6   | TSG Hoffenheim                                                   |                                                                            |
| 15:30            | 33' Spalvis          | (1:3) | 6', 22', 53' Joelinton · 31' Schulz · 51' Kadeřábek · 63' Brenet | Fritz-Walter-Stadion, Kaiserslautern Widzów: 22818 Sędzia: Patrick Ittrich |

| 18 sierpnia 2018 | 1. CfR Pforzheim | 0:1   | Bayer Leverkusen |                                                                  |
| 15:30            |                  | (0:1) | 26' Alario       | Stadion Holzhof, Pforzheim Widzów: 4725 Sędzia: Frank Willenborg |

| 18 sierpnia 2018 | SSV Ulm 1846 Fußball | 2:1   | Eintracht Frankfurt |                                                     |
| 15:30            | 48' Kienle · 75' Lux | (0:0) | 90' Pacienca        | Donaustadion, Ulm Widzów: 18440 Sędzia: Timo Gerach |

| 18 sierpnia 2018 | TuS Erndtebrück                             | 3:5   | HSV                                                  |                                                              |
| 18:30            | 42' Yamazaki · 48' Hunold · 70' Hilchenbach | (1:2) | 7' Holtby · 10' Arp · 64', 66' Lasogga · 90' Mangala | Leimbachstadion, Siegen Widzów: 13558 Sędzia: Robert Kempter |

| 18 sierpnia 2018 | Rot-Weiß Oberhausen | 0:6   | SV Sandhausen                                                          |                                                                        |
| 18:30            |                     | (0:2) | 8' Schleusener · 24', 90' Müller · 46' Förster · 61' Kister · 83' Karl | Niederrheinstadion, Oberhausen Widzów: 6072 Sędzia: Florian Badstübner |

| 18 sierpnia 2018 | FC Erzgebirge Aue | 1:3   | FSV Mainz 05                               |                                                                     |
| 18:30            | 83' Testroet      | (0:1) | 31', 65' Maxim · 59' Quaison · 3' Niakhaté | Sparkassen-Erzgebirgsstadion, Aue Widzów: 7600 Sędzia: Felix Zwayer |

| 18 sierpnia 2018 | Hansa Rostock         | 2:0   | VfB Stuttgart |                                                             |
| 20:45            | 8' Soukou · 84' Pepić | (1:0) |               | Ostseestadion, Rostock Widzów: 24400 Sędzia: Tobias Stieler |

| 19 sierpnia 2018 | 1. FC Lok Stendal | 0:5   | Arminia Bielefeld                                      |                                                                   |
| 15:30            |                   | (0:1) | 11', 60' Osei Owusu · 63', 69' Schipplock · 66' Schütz | Stadion am Hölzchen, Stendal Widzów: 3000 Sędzia: Christian Dietz |

| 19 sierpnia 2018 | TSV Steinbach Haiger | 1:2   | FC Augsburg            |                                                                  |
| 15:30            | 56' Herzig           | (0:1) | 14' Richter · 65' Hahn | Stadion am Haarwasen, Haiger Widzów: 4205 Sędzia: Martin Thomsen |

| 19 sierpnia 2018 | TuS Rot-Weiß Koblenz | 0:5   | Fortuna Düsseldorf                                       |                                                                   |
| 15:30            |                      | (0:4) | 9', 12' Lukebakio · 32' Ducksch · 44' Stöger · 62' Raman | Stadion Oberwerth, Koblencja Widzów: 7500 Sędzia: Benjamin Cortus |

| 19 sierpnia 2018 | SC Weiche Flensburg 08 | 1:0   | VfL Bochum |                                                                   |
| 15:30            | 34' Schulz             | (1:0) |            | Manfred-Werner Stadion, Flensburg Widzów: 3500 Sędzia: René Rohde |

| 19 sierpnia 2018 | BSG Chemie Leipzig       | 2:1   | SSV Jahn Regensburg |                                                                   |
| 15:30            | 68' Wendt · 90' Druschky | (0:1) | 20' Derstroff       | Alfred-Kunze-Sportpark, Lipsk Widzów: 4999 Sędzia: Tobias Reichel |

| 19 sierpnia 2018 | BFC Dynamo   | 1:9   | 1. FC Köln                                                                            |                                                             |
| 15:30            | 19' Twardzik | (1:4) | 21', 34', 41', 75' Terodde · 44', 66' Drexler · 59' Risse · 63' Koziello · 86' Schaub | Olympiastadion, Berlin Widzów: 14357 Sędzia: Johann Pfeifer |

| 19 sierpnia 2018 | SSV Jeddeloh                | 2:5   | 1. FC Heidenheim                                            |                                                                  |
| 15:30            | 76' Lindemann · 79' Tönnies | (0:3) | 22' Griesbeck · 32', 39' Pusch · 56' Glatzel · 90' Lankford | Marschweg-Stadion, Oldenburg Widzów: 4805 Sędzia: Michael Bacher |

| 19 sierpnia 2018 | FC Viktoria Köln | 1:3   | RB Lipsk                                                 |                                                                   |
| 15:30            | 39' Golley       | (1:0) | 61' Poulsen · 69' Forsberg · 90' Augustin · 77' Saracchi | Sportpark Höhenberg, Kolonia Widzów: 4712 Sędzia: Martin Petersen |

| 19 sierpnia 2018 | Karlsruher SC | 0:6   | Hannover 96                                                           |                                                                  |
| 15:30            |               | (0:3) | 17' Wimmer · 31' Bebou · 41' Füllkrug · 51' Asano · 85', 90' Weydandt | Wildparkstadion, Karlsruhe Widzów: 12234 Sędzia: Bastian Dankert |

| 19 sierpnia 2018 | TSV 1860 Monachium | 1:3   | Holstein Kiel                    |                                                                                    |
| 18:30            | 7' Karger          | (1:0) | 74', 83' Mühling · 87' Schindler | Stadion an der Grünwalder Straße, Monachium Widzów: 14200 Sędzia: Sascha Stegemann |

| 19 sierpnia 2018 | Carl Zeiss Jena                 | 2:4   | 1. FC Union Berlin                                 |                                                              |
| 18:30            | 7' Wolfram · 42' Trimmel (sam.) | (2:3) | 14' Andersson · 29' Felix Kroos · 45', 71' Hedlund | Ernst-Abbe-Sportfeld, Jena Widzów: 10600 Sędzia: Felix Brych |

| 19 sierpnia 2018 | BSC Hastedt | 1:11  | Borussia Mönchengladbach                                                                    |                                                                     |
| 18:30            | 88' Kücük   | (0:6) | 2', 42', 84' Hazard · 8', 50', 78' Plea · 15', 30', 66' Raffael · 39' Neuhaus · 56' Hofmann | Weserstadion - Platz 11, Brema Widzów: 4997 Sędzia: Christof Günsch |

| 20 sierpnia 2018 | SC Paderborn       | 2:1   | FC Ingolstadt 04 |                                                               |
| 18:30            | 34', 44' Hünemeier | (2:0) | 76' Kittel       | Benteler-Arena, Paderborn Widzów: 9427 Sędzia: Daniel Siebert |

| 20 sierpnia 2018 | Energie Cottbus                         | 2:2 k. 3:5    | SC Freiburg                                      |                                                                       |
| 18:30            | 46' de Freitas · 103' Viteritti         | (0:0, k. 3:5) | 90' Frantz · 99' Petersen                        | Stadion der Freundschaft, Chociebuż Widzów: 15345 Sędzia: Harm Osmers |
| 18:30            | · Stein · de Freitas · Schlüter · Kruse | Rzuty karne   | · Petersen · Lienhart · Höfler · Frantz · Heintz | Stadion der Freundschaft, Chociebuż Widzów: 15345 Sędzia: Harm Osmers |

| 20 sierpnia 2018 | Eintracht Brunszwik | 1:2   | Hertha BSC                      |                                                                   |
| 18:30            | 81' Fejzullahu      | (0:1) | 38' Plattenhardt · 83' Ibišević | Eintracht-Stadion, Brunszwik Widzów: 16710 Sędzia: Guido Winkmann |

| 20 sierpnia 2018 | SpVgg Greuther Fürth | 1:2 (pd.) | Borussia Dortmund      |                                                                          |
| 20:45            | 77' Ernst            | (0:0)     | 90' Witsel · 120' Reus | Sportpark-Ronhof-Thomas-Sommer, Fürth Widzów: 15500 Sędzia: Manuel Gräfe |

### 2. runda
Mecze drugiej rundy rozegrane zostały w dniach 30-31 października 2018 roku.
| 30 października 2018 | SV Darmstadt | 0:2   | Hertha BSC                     |                                                                               |
| 18:30                |              | (0:0) | 64' Ibišević · 88' Mittelstädt | Merck-Stadion am Böllenfalltor, Darmstadt Widzów: 15000 Sędzia: Robert Kampka |

| 30 października 2018 | Hannover 96 | 0:2   | VfL Wolfsburg              |                                                          |
| 18:30                |             | (0:1) | 20' Mehmedi · 90' Weghorst | HDI-Arena, Hanower Widzów: 34400 Sędzia: Benjamin Cortus |

| 30 października 2018 | SSV Ulm 1846 Fußball | 1:5   | Fortuna Düsseldorf                                        |                                                            |
| 18:30                | 1' Morina            | (1:4) | 15', 70' Ducksch · 33' Hennings · 37', 43' Dodi Lukebakio | Donaustadion, Ulm Widzów: 17000 Sędzia: Florian Badstübner |

| 30 października 2018 | BSG Chemie Leipzig | 0:3   | SC Paderborn                   |                                                                    |
| 18:30                | 55' Wendt          | (0:2) | 18', 60' Gueye · 28' Hünemeier | Alfred-Kunze-Sportpark, Lipsk Widzów: 4999 Sędzia: Christian Dietz |

| 30 października 2018 | FC Augsburg                                     | 3:2 (pd.) | FSV Mainz 05            |                                                        |
| 20:45                | 40' Bell (sam.) · 86' Gregoritsch · 105' Caiuby | (1:2)     | 19' Mwene · 45' Quaison | WWK Arena, Augsburg Widzów: 15561 Sędzia: Manuel Gräfe |

| 30 października 2018 | 1. FC Heidenheim                  | 3:0   | SV Sandhausen |                                                              |
| 20:45                | 8' Schnatterer · 20', 86' Dovedan | (2:0) |               | Voith-Arena, Heidenheim Widzów: 4300 Sędzia: Sven Waschitzki |

| 30 października 2018 | SV Rödinghausen | 1:2   | Bayern Monachium       |                                                            |
| 20:45                | 49' Meyer       | (0:2) | 8' Wagner · 13' Müller | Bremer Brücke, Osnabrück Widzów: 16000 Sędzia: Timo Gerach |

| 30 października 2018 | SV Wehen Wiesbaden | 0:3   | HSV                           |                                                                  |
| 20:45                |                    | (0:1) | 21', 51' Lasogga · 90' Santos | Brita-Arena, Wiesbaden Widzów: 11170 Sędzia: Matthias Jöllenbeck |

| 31 października 2018 | Borussia Dortmund                     | 3:2 (pd.) | 1. FC Union Berlin               |                                                                  |
| 18:30                | 40' Pulisic · 73' Philipp · 120' Reus | (1:0)     | 63', 87' Polter · 119' Friedrich | Signal Iduna Park, Dortmund Widzów: 72732 Sędzia: Guido Winkmann |

| 31 października 2018 | 1. FC Köln                                                      | 1:1 k. 5:6    | Schalke 04                                                           |                                                                |
| 18:30                | 43' Córdoba                                                     | (1:0, k. 5:6) | 88' Bentaleb                                                         | RheinEnergieStadion, Kolonia Widzów: 50000 Sędzia: Harm Osmers |
| 18:30                | · Höger · Özcan · Terodde · Guirassy · Risse · Hector · Drexler | Rzuty karne   | · Burgstaller · Nastasić · Caligiuri · Harit · Bentaleb · Rudy · Uth | RheinEnergieStadion, Kolonia Widzów: 50000 Sędzia: Harm Osmers |

| 31 października 2018 | SC Weiche Flensburg 08 | 1:5   | Werder Brema                                            |                                                                     |
| 18:30                | 27' Ilídio             | (1:3) | 8' Pizarro · 38' Kainz · 44' Klaassen · 76', 81' Harnik | Stadion an der Lohmühle, Lubeka Widzów: 8637 Sędzia: Tobias Reichel |

| 31 października 2018 | Hansa Rostock                            | 2:2 k. 2:4    | 1. FC Nürnberg                           |                                                             |
| 18:30                | 35' Breier · 94' Hildebrandt             | (1:0, k. 2:4) | 90' Zrelak · 103' Martínez               | Ostseestadion, Rostock Widzów: 23900 Sędzia: Martin Thomsen |
| 18:30                | · Pepić · Hildebrandt · Bülow · Williams | Rzuty karne   | · Behrens · Margreitter · Mühl · Leibold | Ostseestadion, Rostock Widzów: 23900 Sędzia: Martin Thomsen |

| 31 października 2018 | Borussia Mönchengladbach | 0:5   | Bayer Leverkusen                                                |                                                                  |
| 20:45                |                          | (0:2) | 5' Brandt · 45' Jedvaj · 67', 74' Karim Bellarabi · 80' Volland | Borussia-Park, Mönchengladbach Widzów: 48755 Sędzia: Tobias Welz |

| 31 października 2018 | RB Lipsk        | 2:0   | TSG 1899 Hoffenheim |                                                         |
| 20:45                | 48', 56' Werner | (0:0) |                     | Red Bull Arena, Lipsk Widzów: 21042 Sędzia: Marco Fritz |

| 31 października 2018 | Arminia Bielefeld | 0:3   | MSV Duisburg                               |                                                           |
| 20:45                |                   | (0:3) | 12' Verhoek · 39' Schnellhardt · 45' Souza | SchücoArena, Bielefeld Widzów: 19143 Sędzia: Arne Aarnink |

| 31 października 2018 | Holstein Kiel            | 2:1   | SC Freiburg |                                                             |
| 20:45                | 26' Serra · 79' Kinsombi | (1:1) | 1' Petersen | Holstein-Stadion, Kilonia Widzów: 9361 Sędzia: Sören Storks |

### 3. runda
Mecze 3. rundy odbyły się w dniach 5-6 lutego 2019 roku.
| 5 lutego 2019 | HSV       | 1:0   | 1. FC Nürnberg |                                                             |
| 18:30         | 54' Özcan | (0:0) |                | Volksparkstadion, Hamburg Widzów: 47628 Sędzia: Harm Osmers |

| 5 lutego 2019 | 1. FC Heidenheim           | 2:1   | Bayer Leverkusen |                                                               |
| 18:30         | 47' Dovedan · 72' Multhaup | (0:1) | 44' Brandt       | Voith-Arena, Heidenheim Widzów: 11400 Sędzia: Robert Hartmann |

| 5 lutego 2019 | MSV Duisburg | 1:3   | SC Paderborn                                |                                                                          |
| 20:45         | 47' Souza    | (0:0) | 52' Tekpetey · 61' Pröger · 76' Antwi-Adjej | Schauinsland-Reisen-Arena, Duisburg Widzów: 12509 Sędzia: Sven Jablonski |

| 5 lutego 2019 | Borussia Dortmund                     | 3:3 k. 2:4    | Werder Brema                             |                                                               |
| 20:45         | 45' Reus · 105' Pulisic · 113' Hakimi | (1:1, k. 2:4) | 5' Rashica · 108' Pizarro · 119' Harnik  | Signal Iduna Park, Dortmund Widzów: 81365 Sędzia: Felix Brych |
| 20:45         | · Alcácer · Philipp · Witsel · Weigl  | Rzuty karne   | · Pizarro · Eggestein · Klaassen · Kruse | Signal Iduna Park, Dortmund Widzów: 81365 Sędzia: Felix Brych |

| 6 lutego 2019 | Holstein Kiel | 0:1   | FC Augsburg     |                                                                  |
| 18:30         |               | (0:0) | 85' Gregoritsch | Holstein-Stadion, Kilonia Widzów: 11198 Sędzia: Frank Willenborg |

| 6 lutego 2019 | RB Lipsk | 1:0   | VfL Wolfsburg |                                                               |
| 18:30         | 9' Cunha | (1:0) |               | Red Bull Arena, Lipsk Widzów: 21135 Sędzia: Christian Dingert |

| 6 lutego 2019 | Schalke 04                           | 4:1   | Fortuna Düsseldorf |                                                                 |
| 20:45         | 30' Kutucu · 48', 87' Sané · 53' Uth | (1:0) | 71' Hennings       | Veltins-Arena, Gelsenkirchen Widzów: 56638 Sędzia: Manuel Gräfe |

| 6 lutego 2019 | Hertha BSC                 | 2:3 (pd.) | Bayern Monachium           |                                                             |
| 20:45         | 3' Mittelstädt · 67' Selke | (1:1)     | 7', 49' Gnabry · 98' Coman | Olympiastadion, Berlin Widzów: 74667 Sędzia: Markus Schmidt |

### Ćwierćfinały
Mecze ćwierćfinałowe odbyły się w dniach 2-3 kwietnia 2019 roku.
| 2 kwietnia 2019 | SC Paderborn | 0:2   | HSV              |                                                             |
| 18:30           |              | (0:0) | 54', 68' Lasogga | Benteler-Arena, Paderborn Widzów: 15000 Sędzia: Tobias Welz |

| 2 kwietnia 2019 | FC Augsburg     | 1:2 (pd.) | RB Lipsk                      |                                                          |
| 20:45           | 90' Finnbogason | (0:0)     | 74' Werner · 120' Halstenberg | WWK Arena, Augsburg Widzów: 25263 Sędzia: Tobias Stieler |

| 3 kwietnia 2019 | Bayern Monachium                                                         | 5:4   | 1. FC Heidenheim                        |                                                               |
| 18:30           | 12' Goretzka · 53' Müller · 55', 84' Lewandowski · 65' Gnabry · 15' Süle | (1:2) | 26', 74', 77' Glatzel · 39' Schnatterer | Allianz Arena, Monachium Widzów: 75000 Sędzia: Guido Winkmann |

| 3 kwietnia 2019 | Schalke 04 | 0:2   | Werder Brema                           |                                                                  |
| 20:45           |            | (0:0) | 65' Rashica · 72' Klaassen · 90' Şahin | Veltins-Arena, Gelsenkirchen Widzów: 61597 Sędzia: Deniz Aytekin |

### Półfinały
Mecze półfinałowe odbyły się w dniach 23-24 kwietnia 2019 roku.
| 23 kwietnia 2019 | HSV       | 1:3   | RB Lipsk                                         |                                                             |
| 20:45            | 24' Jatta | (1:1) | 12' Poulsen · 53' Janjicic (sam.) · 72' Forsberg | Volksparkstadion, Hamburg Widzów: 52365 Sędzia: Felix Brych |

| 24 kwietnia 2019 | Werder Brema            | 2:3   | Bayern Monachium                  |                                                          |
| 20:45            | 74' Osako · 75' Rashica | (0:1) | 36', 80' Lewandowski · 63' Müller | Weserstadion, Brema Widzów: 42100 Sędzia: Daniel Siebert |

### Finał
Mecz finałowy odbył się na Olympiastadionie 25 maja 2019 roku.
| 25 maja 2019 | RB Lipsk | 0:3   | Bayern Monachium                 |                                                             |
| 20:00        |          | (0:1) | 29', 85' Lewandowski · 78' Coman | Olympiastadion, Berlin Widzów: 74322 Sędzia: Tobias Stieler |

| Puchar Niemiec w piłce nożnej 2018/2019 zwycięzcy |
| ------------------------------------------------- |
| Bayern Monachium 19. tytuł                        |